# Ferrocarril al Pacífico (Costa Rica)
El Ferrocarril al Pacífico, eventualmente también denominado Ferrocarril Eléctrico al Pacífico fue una línea de ferrocarril en Costa Rica de carga y pasajeros que comunicaba la capital costarricense de San José con el puerto marítimo de Puntarenas en el Pacífico costarricense. Desde el 2005 la infraestructura y derecho de vía de esta antigua línea ubicada dentro de la Gran Área Metropolitana se utiliza para el tren urbano de pasajeros denominado Tren Interurbano.

## Historia

Estación de ferrocarril en la ciudad de Puntarenas, Costa Rica, a inicios del.

A partir de los años 1840, se empezó a dar un auge del cultivo del café, el cual llegó a convertirse en el producto de exportación más importante del país, desarrollándose un modelo agroexportador que propició el desarrollo del país, vendiéndose el producto principalmente a Inglaterra. No obstante, el transporte del café desde la Meseta Central hasta el puerto de Puntarenas requería de un gravoso viaje de tres días en carreta atravesando los montes del Aguacate, a través del Camino Real, y posteriormente, el Camino de Mulas, enfrentando caminos en mal estado y llenos de peligros.
En 1857, el presidente Juan Rafael Mora Porras firmó el primer contrato ferrocarrilero de Costa Rica, concesionado al empresario inglés Richard Farrer. Este, sin embargo, únicamente construyó una línea férrea entre Puntarenas y el poblado de Tivives en Barranca, en el cual funcionó un burrocarril, que consistía en vagones sobre rieles jalados por mulas, el cual no funcionó más de un año. 
En 1866 el ingeniero Francisco Kurtze traza el primer plano para unir Puntarenas con Limón, conectando las costas a ambos mares del país.  Para 1882 se inaugura el ramal entre Puntarenas y Esparza con equipo de la Northern Railway Company administrada por Minor Keith.
En 1895, el presidente Rafael Iglesias Castro subscribió el primer contrato para construir una vía férrea hacia el Pacífico. Se firmó un contrato con el empresario William Lynn. Los trabajos de la construcción iniciaron el 22 de septiembre de 1897 y la obra se construyó ininterrumpidamente hasta 1903, cuando Lynn anunció que se había quedado sin financiamiento para finalizar la obra. Entonces, el gobierno de Ascensión Esquivel Ibarra decidió terminar la obra usando dineros y mano de obra nacional. 
En Orotina se encuentra el Paso de Matomoros, un paso creado en medio de la roca en 1909 de forma manual y con el uso de dinamita.
En 1910, bajo el gobierno de Ricardo Jiménez Oreamuno, se colocó el último riel del ferrocarril al Pacífico, quedando de este modo el Valle Central comunicado con las dos costas.

### Electrificación
En 1926 se firma el decreto para la electrificación de la línea, y se contrata la empresa Allgemeine Elektricitäts-Gesellschaft para este proceso, incluyendo la construcción de una pequeña planta hidroeléctrica en Tacares.  La línea electrificada entra a funcionar en abril de 1930. 

### Cierre técnico de Incofer
Los servicios de esta línea se cancelan en 1995 durante la administración de José María Figueres Olsen, debido a que el Incofer es cerrado mediante Decreto SCD-106-95 del 28 de junio.

### Turismo
A inicios de los 2000, se organizaban paseos en tren a Puntarenas desde la Estación al Pacífico, con una duración de cuatro horas. También hay un tour temático en autobús donde se visitan las principales estaciones y otras infraestructuras. También se hacen recorridos en bus visitando las estaciones y puentes de dicho lugar.

### Planes de reconstrucción
En mayo de 2019 el operador Incofer presentó planes para la Reconstrucción de la Vía Férrea al Pacífico, que contemplan la construcción de un túnel para solucionar los deslizamientos en las zonas cercanas a la Ruta 27.

## Estaciones

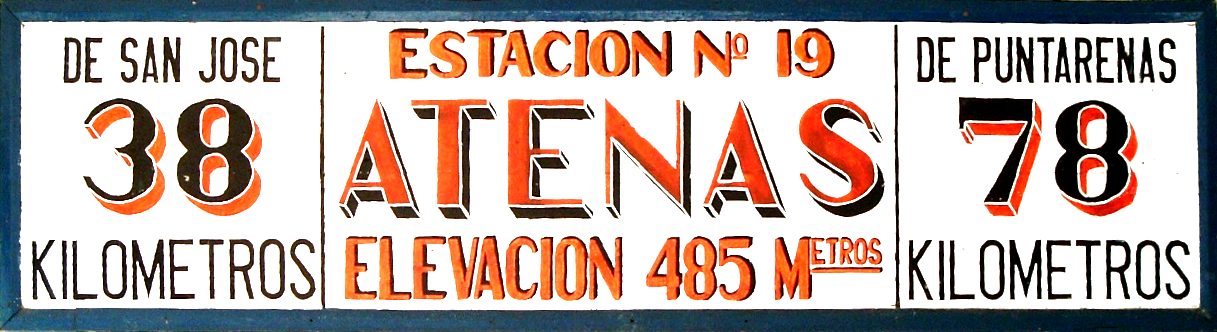
Rotulación de la Estación N.º 19 Atenas del Ferrocarril al Pacífico

La línea contaba en su apogeo con al menos cincuenta y ocho estaciones numeradas, en la actualidad cinco de ellas han sido declaradas Patrimonio Histórico - Arquitectónico de Costa Rica: Estación al Pacífico en San José (N.º 1), Estación Atenas (N.º 19), Estación Escobal (N.º 23), Estación Quebradas (N.º 24) y la Estación Orotina (N.º 29).
Cómo parte del Tren Interurbano se rehabilitaron para su uso por pasajeros la Estación al Pacífico en San José (N.º 1) y la Estación San Antonio de Belén (N.º 5).

### Lista de estaciones
La siguiente lista enumera las estaciones del Ferrocarril al Pacífico de acuerdo al documento Estaciones Eje Ferroviario al Pacífico. Cada estación contaba con una pancarta con el número, nombre, distancia desde San José y desde Puntarenas, y la altitud en metros sobre el nivel del mar.
     Rehabilitada y en uso por el Tren Interurbano
     Rehabilitada para otros usos
| N.º | Nombre                 | Ubicación (Distrito, Cantón, Provincia) | Coordenadas                                 | Distancia en km | Distancia en km | Altitud |
| N.º | Nombre                 | Ubicación (Distrito, Cantón, Provincia) | Coordenadas                                 | De San José     | De Puntarenas   | Altitud |
| --- | ---------------------- | --------------------------------------- | ------------------------------------------- | --------------- | --------------- | ------- |
| 1   | Estación Pacífico      | Hospital, San José, San José            | 9°55′32″N 84°04′52″O / 9.92547, -84.08101   | 0,00            | 116             | 1142    |
| 2   | La Sabana              | Mata Redonda, San José, San José        | 9°55′57″N 84°06′06″O / 9.93263, -84.10173   | 2,75            | 113,25          | 1139    |
| 3   | Pavas centro           | Pavas, San José, San José               | 9°56′24″N 84°08′05″O / 9.94012, -84.13475   | 6,00            | 110             |         |
| 4   | Electriona             | La Uruca, San José, San José            | 9°57′54″N 84°09′48″O / 9.96510, -84.16335   | 11,5            | 104,5           |         |
| 5   | San Antonio de Belén   | San Antonio, Belén, Heredia             | 9°58′43″N 84°11′06″O / 9.97852, -84.18494   | 14,39           | 101,61          | 913     |
| 6   | San Rafael de Alajuela | San Rafael, Alajuela, Alajuela          | 9°58′20″N 84°12′52″O / 9.97228, -84.21452   | 17,75           | 98,45           |         |
| 7   | Ojo de Agua            | San Rafael, Alajuela, Alajuela          | 9°58′21″N 84°13′23″O / 9.97242, -84.22304   | 19              | 97              | 832     |
| 8   | Cortijo                | Guácima, Alajuela, Alajuela             | 9°58′23″N 84°13′38″O / 9.97294, -84.22724   | 19,18           | 96,82           |         |
| 9   | Nuestro Amo            |                                         |                                             | 21,05           | 94,95           |         |
| 10  | Ciruelas               | San Antonio, Alajuela, Alajuela         | 9°58′44″N 84°15′25″O / 9.97896, -84.25701   | 23              | 93              | 800     |
| 11  | Lagunillas             |                                         |                                             |                 |                 |         |
| 12  | Montecillos            |                                         |                                             |                 |                 |         |
| 13  | Alajuela centro        | Alajuela, Alajuela, Alajuela            | 10°00′30″N 84°12′33″O / 10.0084, -84.20910  |                 |                 |         |
| 14  | Sánchez                | San Antonio, Alajuela, Alajuela         | 9°58′13″N 84°16′29″O / 9.97034, -84.27472   | 24,9            | 91,1            | 717     |
| 15  | Siquiares              | Turrúcares, Alajuela, Alajuela          | 9°58′08″N 84°17′44″O / 9.96882, -84.29569   | 27,4            | 88,6            | 707     |
| 16  | Santa Rita             |                                         |                                             |                 |                 |         |
| 17  | Turrúcares             | Turrúcares, Alajuela, Alajuela          | 9°57′45″N 84°19′05″O / 9.96242, -84.31802   | 30,32           | 85,68           | 639     |
| 18  | Cebadilla              | Turrúcares, Alajuela, Alajuela          |                                             | 34,6            | 81,4            | 533     |
| 19  | Atenas (Río Grande)    | Concepción, Atenas, Alajuela            | 9°57′39″N 84°21′14″O / 9.96091, -84.35392   | 38              | 78              | 485     |
| 20  | Balsa                  | Concepción, Atenas, Alajuela            | 9°56′32″N 84°22′48″O / 9.94223, -84.37994   | 41,82           | 74,18           | 425     |
| 21  | Tornos                 | Concepción, Atenas, Alajuela            |                                             | 44              | 72              | 419     |
|     | Poncho Mora            |                                         |                                             | 46,5            | 69,5            | 416     |
| 22  | Mangos                 | Jesús, Atenas, Alajuela                 | 9°56′10″N 84°25′09″O / 9.93609, -84.41906   | 48              | 68              | 402     |
| 23  | Escobal                | Jesús, Atenas, Alajuela                 | 9°56′05″N 84°26′07″O / 9.93484, -84.43514   | 49,75           | 66,25           | 376     |
| 24  | Quebradas              | Jesús, Atenas, Alajuela                 | 9°55′55″N 84°27′09″O / 9.93195, -84.45253   | 53              | 63              | 342     |
| 25  | Concepción             | Concepción, Atenas, Alajuela            | 9°56′23″N 84°28′11″O / 9.93969, -84.46982   | 56              | 60              | 281     |
| 26  | Dantas                 | Hacienda Vieja, Orotina, Alajuela       | 9°55′20″N 84°28′14″O / 9.922264, -84.470536 | 59              | 57              | 265     |
| 27  | Hacienda Vieja         | Hacienda Vieja, Orotina, Alajuela       | 9°55′11″N 84°29′36″O / 9.91970, -84.49320   | 62,15           | 53,85           | 268     |
| 28  | Marichal               | Hacienda Vieja, Orotina, Alajuela       |                                             |                 |                 | 254     |
| 29  | Orotina                | Orotina, Orotina, Alajuela              | 9°54′45″N 84°31′34″O / 9.91257, -84.52623   | 66,25           | 49,75           | 224     |
| 30  | Mastate                | El Mastate, Orotina, Alajuela           |                                             | 69,38           | 46,62           |         |
| 31  | Coyolar                | Coyolar, Orotina, Alajuela              | 9°53′46″N 84°33′38″O / 9.89614, -84.56045   | 71              | 45              | 170     |
| 32  | Pozón                  | Coyolar, Orotina, Alajuela              |                                             | 73,99           | 42,01           | 148     |
| 33  | Muñoz                  | La Ceiba, Orotina, Alajuela             |                                             | 76              | 40              |         |
| 34  | Ceiba                  | La Ceiba, Orotina, Alajuela             | 9°53′58″N 84°35′59″O / 9.89936, -84.59976   | 76,35           | 39,65           | 122     |
| 35  | Hidalgo                | La Ceiba, Orotina, Alajuela             |                                             | 78              | 38              |         |
| 36  | Cascajal               | La Ceiba, Orotina, Alajuela             | 9°54′06″N 84°37′35″O / 9.90167, -84.62641   | 79,2            | 36,8            | 105     |
| 37  | Kilómetro 81           | La Ceiba, Orotina, Alajuela             | 9°53′52″N 84°38′20″O / 9.89782, -84.63893   | 81              | 35              |         |
| 38  | Uvita                  | La Ceiba, Orotina, Alajuela             | 9°54′08″N 84°39′08″O / 9.90215, -84.65214   | 82,5            | 33,5            |         |
|     | Matamoros              |                                         |                                             | 83,9            | 32,1            |         |
|     | Machuca                |                                         |                                             | 85              | 31              |         |
| 39  | Jesús María            | San Juan Grande, Esparza, Puntarenas    |                                             | 85,86           | 30,14           | 9       |
| 40  | Cambalache             | San Juan Grande, Esparza, Puntarenas    |                                             | 87,3            | 28,7            |         |
| 41  | Salinas                | San Juan Grande, Esparza, Puntarenas    | 9°55′47″N 84°41′31″O / 9.92983, -84.69203   | 89,15           | 26,85           | 6       |
|     | Taller La Purruja      |                                         |                                             |                 |                 |         |
| 42  | Figueroa               | San Juan Grande, Esparza, Puntarenas    |                                             | 89,5            | 26,5            |         |
| 43  | Mata de Limón          | San Juan Grande, Esparza, Puntarenas    |                                             | 91,5            | 24,5            | 7       |
| 44  | Caldera                | Caldera, Esparza, Puntarenas            | 9°55′57″N 84°43′15″O / 9.93259, -84.72081   | 93              | 23              | 4       |
| 45  | Cabezas                | Espíritu Santo, Esparza, Puntarenas     | 9°57′44″N 84°43′30″O / 9.962123, -84.724874 | 97              | 19              | 6       |
|     | Esparza                |                                         |                                             |                 |                 |         |
| 46  | Pan de Azúcar          |                                         |                                             | 99,25           | 16,75           |         |
| 47  | Gregg                  | Espíritu Santo, Esparza, Puntarenas     | 9°59′37″N 84°42′38″O / 9.993630, -84.710484 | 100             | 16              | 39      |
|     | La Ligia, Esparza      |                                         |                                             |                 |                 |         |
| 50  | Barranca               | Barranca, Puntarenas, Puntarenas        | 9°59′25″N 84°42′39″O / 9.99028, -84.71091   | 102             | 14              | 28      |
| 51  | Santa Rosa             |                                         |                                             |                 |                 |         |
| 52  | La Rioja               | Barranca, Puntarenas, Puntarenas        | 9°58′41″N 84°43′37″O / 9.978163, -84.726852 | 104             | 12              | 11      |
| 53  | El Roble               | El Roble, Puntarenas, Puntarenas        | 9°58′41″N 84°44′31″O / 9.977995, -84.741832 | 106             | 10              | 5       |
| 54  | San Isidro             | Chacarita, Puntarenas, Puntarenas       | 9°58′41″N 84°45′30″O / 9.978128, -84.758197 | 107,8           | 8,20            | 4       |
| 55  | Carrizal               | Chacarita, Puntarenas, Puntarenas       | 9°58′43″N 84°45′57″O / 9.978650, -84.765844 | 108             | 8,00            | 4       |
| 56  | Chacarita              | Chacarita, Puntarenas, Puntarenas       | 9°58′48″N 84°46′36″O / 9.980133, -84.776754 | 110             | 6,00            | 3       |
| 57  | Cocal                  | Puntarenas, Puntarenas, Puntarenas      | 9°58′51″N 84°48′31″O / 9.980897, -84.808600 | 114             | 2,00            | 4       |
| 58  | Puntaneras             | Puntarenas, Puntarenas, Puntarenas      | 9°58′38″N 84°49′36″O / 9.97736, -84.82657   | 116             | 0,00            | 4       |
|     | Aduana de Puntarenas   | Puntarenas, Puntarenas, Puntarenas      | 9°58′33″N 84°49′59″O / 9.97588, -84.83310   |                 |                 | 1       |
|     | Puerto Caldera         | Caldera, Esparza, Puntarenas            | 9°54′46″N 84°42′51″O / 9.91278, -84.71413   |                 |                 |         |

#### Estaciones rehabilitadas
- N.º 19 Atenas es el Museo Ferroviario de Atenas.[11]
- N.º 29 Orotina es una bodega para la venta y distribución de material agropecuario, en el 2017 la Asociación de Desarrollo para la Preservación del Patrimonio Cultural de Orotina (Adeppco) coordinó el traslado de la locomotora eléctrica Siemens N.º 130 para su restauración cosmética y exhibición en el lugar.[12]
- La aduana de Puntarenas es actualmente la Universidad Técnica Nacional Sede del Pacífico.[13]